# Тиендорф
Тиендорф (нем. Thiendorf) — община в Германии, в земле Саксония. Подчиняется земельной дирекции Дрезден. Входит в состав района Майсен. До 2016 года подчинялась управлению Тиендорф. Население составляет 2237 человек (на 31 декабря 2010 года). Занимает площадь 50,49 км².
Община подразделяется на 7 сельских округов.

## Население
| Год  | Численность | Численность |
| ---- | ----------- | ----------- |
| 2017 | 3767        | [ 1 ]       |
| 2019 | 3767        | [ 3 ]       |
| 2021 | 3835        | [ 4 ]       |
| 2022 | 3869        | [ 5 ]       |
| 2023 | 3869        | [ 2 ]       |